# Otrić
Otrić falu Horvátországban Zára megyében. Közigazgatásilag Gračachoz tartozik.

## Fekvése
Zárától légvonalban 68, közúton 84 km-re északkeletre, községközpontjától légvonalban 18, közúton 21 km-re délkeletre, Lika déli részén, a Velebit-hegységben fekszik. Rajta halad át a Zágrábot Splittel összekötő 1-es számú főútvonal Gračac és Knin közötti szakasza.

## Története
A török kiűzése (1685) után pravoszláv lakossággal betelepült likai falvak közé tartozik. A településnek 1857-ben 150, 1910-ben 487 lakosa volt. Az első világháború után előbb a Szerb-Horvát-Szlovén Királyság, majd Jugoszlávia része lett. 1991-ben csaknem teljes lakossága szerb nemzetiségű volt. Lakói még ez évben csatlakoztak a Krajinai Szerb Köztársasághoz. A horvát hadsereg 1995 augusztusában a Vihar hadművelet során foglalta vissza a települést. Szerb lakói elmenekültek. A településnek 2011-ben 15 lakosa volt.

## Lakosság
| Lakosság változása | Lakosság változása | Lakosság változása | Lakosság változása | Lakosság változása | Lakosság változása | Lakosság változása | Lakosság változása | Lakosság változása | Lakosság változása | Lakosság változása | Lakosság változása | Lakosság változása | Lakosság változása | Lakosság változása | Lakosság változása |
| ------------------ | ------------------ | ------------------ | ------------------ | ------------------ | ------------------ | ------------------ | ------------------ | ------------------ | ------------------ | ------------------ | ------------------ | ------------------ | ------------------ | ------------------ | ------------------ |
| 1857               | 1869               | 1880               | 1890               | 1900               | 1910               | 1921               | 1931               | 1948               | 1953               | 1961               | 1971               | 1981               | 1991               | 2001               | 2011               |
| 150                | 0                  | 320                | 360                | 425                | 487                | 486                | 605                | 480                | 444                | 376                | 311                | 208                | 142                | 6                  | 15                 |

## Nevezetességei
- Középkori várrom
- Sučevići nevű településrészén a népi építészet jellegzetes példái láthatók.